# موش کور بالکان
موش کور بالکان (نام علمی: Talpa stankovici) نام یک گونه از سرده موش کورهای اروپایی است.